# Highway to Hellas
Highway to Hellas ist eine deutsche Culture-Clash-Komödie von Aron Lehmann aus dem Jahr 2015 nach einem Roman von Arnd Schimkat und Moses Wolff.

## Handlung
Die Geschichte spielt vor dem Hintergrund der Finanzkrise in Griechenland auf der fiktiven griechischen Insel Paladiki. Die Inselgemeinde hat für ihr Öko-Tourismusprojekt „Galapagos in Greece“ einen Kredit von einer deutschen Bank erhalten und als Sicherheit ihr nicht existierendes Elektrizitätswerk, ihr Krankenhaus und den Strand verpfändet.
Der deutsche Bankangestellte Jörg Geissner soll die Kreditsicherheiten der Insel überprüfen. Die Inselbewohner, voran der charmante deutsch-griechische Ladenbesitzer Panos, wollen das verhindern und bereiten dem verbiesterten Deutschen allerlei Schikanen. Doch der macht sich unerschütterlich an seine Aufgabe und erforscht in grauem Anzug mit Krawatte und Aktentasche das Eiland. Die Griechen versuchen ihn an der Nase herumzuführen, was ihnen fast gelingt. Jedoch kommt Geissner den Einheimischen immer näher und ihm wird klar, dass der Ausgang seiner Reise über die Zukunft der Insel entscheidet.

## Produktion
Die Idee zu Highway to Hellas entstand im Jahr 2012, als Arnd Schimkat und Moses Wolff in einer Nacht gemeinsam den Plot zur Geschichte auf zwei A4-Seiten verfassten. Bereits am Folgetag gaben sie den Entwurf an Dan Maag von Pantaleon Films, der von der Geschichte angetan war; Schimkat und Wolff unterschrieben bereits zwei Wochen später den Vertrag für ein Filmdrehbuch. Parallel zum Drehbuch entstand der satirische Roman Highway to Hellas, der im September 2014 erschien.
Bereits im Oktober 2014 begannen die Dreharbeiten zum Film auf der Kykladeninsel Tinos in Griechenland. Den ursprünglichen Plan, die Hauptrollen selbst zu übernehmen, mussten Schimkat und Wolff fallen lassen, da die als Verleih hinzugekommene Warner Bros. Film Productions Germany und wohl auch ARRI Productions auf die Besetzung mit Herbst und Bousdoukos bestanden. Der Film wurde in deutscher Sprache mit zahlreichen Dialogen in griechischer Sprache (untertitelt) gedreht. Der Filmtitel selbst ist eine Anspielung auf das Lied Highway to Hell von AC/DC.
Highway to Hellas feierte Anfang Oktober 2015 auf dem 20. Busan International Film Festival seine Weltpremiere. Der deutsche Kinostart war zunächst für den August 2015 geplant. Doch Warner verschob den Termin kurzfristig auf den 27. November 2015, was sich im Nachhinein als Fehler herausstellte. Denn die im Film aufgegriffene Griechenlandkrise war zu diesem Zeitpunkt bereits abgeebbt und aus den Köpfen. So schrieb auch David Siems in seiner Kritik in epd FILM, „eine kleine griechische Tragödie – denn der Film kommt einfach fünf Monate zu spät ins Kino.“
Die Musicalversion von Highway to Hellas (mit Dirk Weiler als Jörg Geissner und Ron Holzschuh als Panos) hatte am 10. Juni 2016 bei den Domfestspielen Bad Gandersheim Uraufführung. Das Libretto stammte dabei von den beiden Autoren Arnd Schimkat und Moses Wolff, sowie Christian Doll, die Musik ist von Heiko Lippmann. Regie führte Achim Lenz.

## Kritiken
Julia Dettke meinte in Zeit Online, die „klischeehafte Überzogenheit des Films“ strahle „eine Art sympathischen Dilettantismus“ aus;  die Komödie sei immer dann am besten, wenn sie „wirklich an Amateurtheater erinnert“. Damit sei der Film „zwar noch kein herausragendes Stück Kino, aber eine einigermaßen überraschende Lektion in Sachen Selbstironie schon“.
„Natürlich spielt der Film mit vielen Klischees rund um die deutschen Bürokraten und die lockeren Griechen. Doch was auf den ersten Blick stereotyp erscheinen mag, birgt doch auch ein Körnchen Wahrheit und lässt erahnen, warum es so kompliziert ist, die Finanzkrise zu meistern“, stellte die Schweizerische Depeschenagentur fest. „Charmant und liebenswert“ befand  Barbara Möller in der Welt, und nannte den Film eine Komödie, „in der beide Seiten ihr Fett abkriegen. Und ein Märchen, das seinen Charme aus dem wachsenden Verständnis füreinander bezieht.“ Und: „Es kommt nicht oft vor, dass man anfangs denkt: „Was für ein Schrott!“, und am Ende beschwingt das Kino verlässt. „Highway to Hellas“ ist so ein Film.“
Das Kino-Magazin Cinema schrieb, dass „Regisseur Aron Lehmann ein beschwingtes Feel-good-Movie inszeniert hat, das bestimmte Vorurteile absichtlich bestätigt, andere Klischees aber auch abbaut. In die unterhaltsame Handlung schleichen sich ernste Untertöne über die Folgen der Finanzkrise und die hohe Selbstmordrate im Land. Ex-„Stromberg“ Herbst beweist tragikomisches Profil, Adam Bousdoukos ist als südländischer Schürzenjäger perfekt besetzt. Ein Paar wie Ouzo und Jägermeister.“
Heidi Strobel urteilte im Filmdienst, der „oberflächliche“ Film versuche, „negative Stereotype durch Witz und derben Humor aufzubrechen“; er verfange sich „bei der Auflösung der Krise aber in lauter Klischees“. Angie Pohlers (Der Tagesspiegel) war irritiert angesichts der schieren „Masse an Klischees, die hier abgefahren wird“. Das Geschehen wirke „öde und platt“, weil „es die Klischees nicht ironisch bricht, sondern schlicht verstärkt“. Der Film sei „eine Komödie der verpassten Chancen, in der die gegenseitigen Vorurteile nur aufeinander losgelassen werden, ohne sie humorvoll zu unterminieren“, kritisierte auch Martin Schwickert in der Saarbrücker Zeitung.
Im Hamburger Abendblatt bezeichnete Thomas Abeltshauser den Film als „arg harmlos und vorhersehbar geraten. Der Highway ist eher ein Trampelpfad, es schleppt sich mitunter recht mühsam und wenig lustig dahin. Und ästhetisch erinnert die Klamotte eher an Fernsehen als an Kino.“ Um Hauptdarsteller Herbst „geben Grobmimiker dem Affen Zucker, und die Regie dilettiert sich mit Kleingeldbudget durch ein Drehbuch, an dem sie selbst mitgewirkt hat“, urteilte der Kölner Stadt-Anzeiger. „Ein paar charmante Momente können nicht darüber hinwegtäuschen, dass dieser Film ein trauriger Rückfall in die deutsche Komödienödnis der Achtziger und Neunziger ist“, schrieb die Süddeutsche Zeitung.

## Auszeichnungen
Highway to Hellas gewann im Oktober 2015 den Publikumspreis des Busan International Film Festivals.